# Peniocereus
A Peniocereus nemzetségbe Közép-Amerika és Észak-Amerika arid területein elterjedt, karcsú hajtású kaktuszok tartoznak. Éjjel nyíló fehér virágai után angolszász nyelvterületen ’night blooming cereus’ néven ismert, amely névvel – hasonló megjelenésű virágai után – az Epiphyllum oxypetalum levélkaktuszt is illetik néha.

## Jellemzői

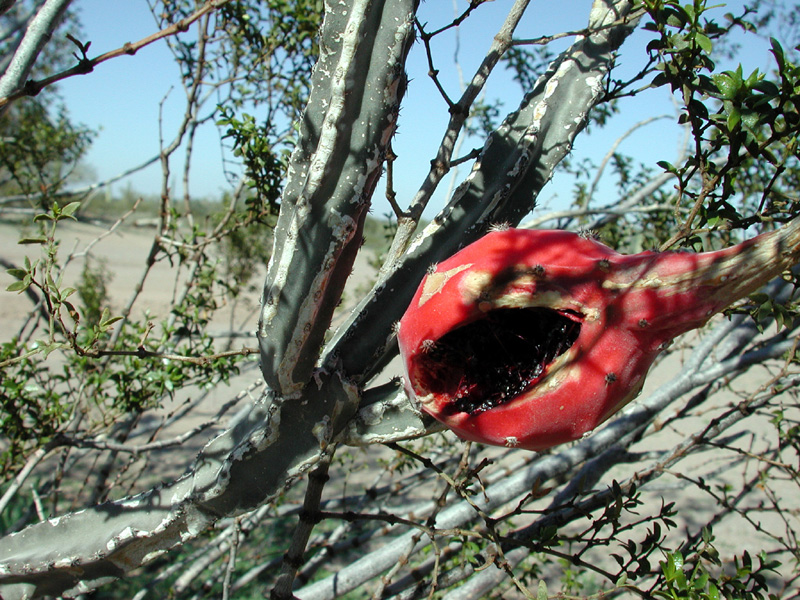
Peniocereus greggii termése

Bokros termetű, felegyenesedő vagy elfekvő, alacsony törzsű növények, gyakran megvastagodott, gumós gyökerekkel. Hajtásai egy vagy két megjelenési formájúak (dimorf), vékonyak, elágazók, bordái változatos megjelenésűek, többé-kevésbé hengeresek. 3-20 bordájának az elén változó távolságban fejlődő areoláin hosszú hegyes, vagy apró tövisek fejlődnek. Virágaik éjjel (vagy ritkábban nappal) nyílók, hosszú tölcséresek, a tölcsér szőrökkel vagy tövisekkel fedett. Termése tojásdad, csúcsán az elszáradt virágmaradvánnyal. Lehulló tövisek borítják.

## Elterjedése
Costa Rica, Guatemala, Mexikó, Honduras, Nicaragua, Amerikai Egyesült Államok, El Salvador.

## Rokonsági viszonyok és fajok
A jelenlegi kutatási adatok szerint a nemzetség számos kisebb csoportra tagolódik, melyeket a jelenleg elfogadott rendszer alnemzetségekként kezel, azonban a molekuláris genetikai adatok alapján elképzelhető, hogy az egyes alnemzetségek nem kapcsolódnak szoros rokonsággal egymáshoz. A rokonsági viszonyok köztük, illetve a Pachycereeae tribusz II. és IV. kládja között további kutatásokat igényel még.
A Pseudoacanthocereus almenzetség (Sánchez-Mejorada, 1974; nem tévesztendő össze a Pseudoacanthocereus nemzetséggel) néhány fajánál a szárak dimorfikus fejlődése figyelhető meg, így a növények mind hosszú, kevés bordájú karcsú hajtásokat, mind rövid, sűrűn areolákkal fedett, széles bordájú vagy lapított szárakat is fejleszt. A hosszú karcsú hajtásokon fejlődnek a virágok valamint a rövidebb hajtások, melyek hajtáscsúcsa revertálhat a hosszú növekedési formába. A szaknyelv néha mint juvenil és adult hajtásokat különíti el ezeket. Szekvencia-adatok vizsgálatai alapján (Arias et al.  2005) a Pseudoacanthocereus subgenus fajai szorosabb rokonságban állnak az Acanthocereus, a Strophocactus és a Hylocereeae tibusz fajaival, mint a nemzetség többi fajával, melyek inkább a Pachycereus-fajcsoporttal mutatnak szorosabb rokonságot.

### Csoportok
Nyctocereus subgenus:
- Peniocereus chiapensis Gómez-Hinostroza & Hernández in Rev. Mex. Biol. 76(2):131’ (2005)
- Peniocereus guatemalensis (Britton & Rose) Hunt in Cact. Sys. Int. 21:14’ (2005)
- Peniocereus hirschtianus (K. Schumann) Hunt in Bradleya 9:90’ (1991)
- Peniocereus oaxacensis (Britton & Rose) Hunt in Bradleya 9:90’ (1991)
- Peniocereus serpentinus (Lag. & Rod.) Taylor in Bradleya 5:93’ (1987)

Neoevansia subgenus:
- Peniocereus lazaro-cardenasii (Cont.) Hunt in Bradleya 9:90’ (1991)
- Peniocereus striatus (Bge. T.) Buxbaum in Die Kakteen (Lieferungen) 62:? (1975)
- Peniocereus zopilotensis (Meyer) Buxbaum in Die Kakteen (Lieferungen) 62:? (1975)

Cullmannia subgenus:
- Peniocereus viperinus (Weber & Roland-Gosserin) Kreuzinger in Verzeuchniss 18 (1935)

Pseudoacanthocereus subgenus:
- Peniocereus castellae Sánchez-Mejodara in Cact. Succ. Mex. 19:12’ (1974)
- Peniocereus ciuxmalensis Sánchez-Mejodara in Cact. Succ. Mex. 18:91’ (1973)
- Peniocereus fosterianus Cutak in Cact. Succ. J. Am. 18:23’ (1946)
- Peniocereus macdougallii Cutak in Cact. Succ. J. Am. 19:83-87’ (1947)
- Peniocereus maculatus (Weingarten) Cutak in Cact. Succ. J. Am. 23:76’ (1951)
- Peniocereus occidentalis Bravo in Cact. Succ. Mex. 8:80’ (1963)
- Peniocereus rosei Gómez-Ortega in Rev. Mex. Biol. 6:5’ (1926)
- Peniocereus tepalcatepecanus Sánchez-Mejodara in Cact. Succ. Mex. 19:14’ (1974)

Peniocereus subgenus:
- Peniocereus greggii (Engelmann) Britton & Rose in Cact. US Nat. Hort. 12:428’ (1909)
- Peniocereus johnstonii Britton & Rose in J. Was. Acad. Sci. 12:329’ (1922)
- Peniocereus marianus (Gent.) Sánchez-Mejodara in Cact. Succ. Mex. 7:85’ (1962)